# Municipio de Zugdidi
El municipio de Zugdidi (en georgiano: თელავის მუნიციპალიტეტი) es un municipio de Georgia perteneciente a la región de Mingrelia-Alta Esvanetia. El área total del municipio es 682 kilómetros cuadrados y su centro administrativo es la ciudad de Zugdidi. La población era 105.509, según el censo de 2014.

## Geografía
El municipio de Zugdidi está ubicado en la parte central del oeste de Georgia, su frontera occidental sigue la costa del mar Negro (Ganmujuri, Anaklia), la frontera administrativa con Abjasia (municipio de Gali) en el noroeste, el municipio de Tsalenyija en al norte y noreste, limita con el municipio de Chjorotsku y el municipio de Jobi al sur. 
De acuerdo con el esquema de zonas tectónicas, el territorio del municipio de Zugdidi está incluido en la subzona de Koljeti de la zona de hundimiento occidental del cinturón de Georgia. Según las características geomorfológicas, consta de tres partes:
- Tierra baja acumulada de Odisha con superficie plana (parte oeste y suroeste del municipio hasta el Mar Negro).
- Meseta inclinada de Vake-Odisha (este y noreste parte del municipio y ríos inundados y Con una red de gargantas).
- Estribaciones y montaña Urta (en el límite del municipio de Jobi, altura 469 m.), cuya vertiente norte se encuentra en el territorio del municipio de Zugdidi.

### Clima
Todo el territorio del municipio de Zugdidi se encuentra en el clima subtropical húmedo del mar, la franja plana y montañosa se caracteriza por un clima cálido húmedo, inviernos sin nieve y veranos calurosos. La proximidad del Mar Negro tiene una gran influencia en la naturaleza del clima. Un alto balance de radiación conduce a un alto régimen térmico. La temperatura promedio perenne del aire cerca de la superficie terrestre es de más de 14 °C. El mes más frío es enero, la temperatura es positiva en la parte llana y en esta época es de 6-7 °C de media, mientras que en la parte alta es negativa. Los meses más cálidos son julio y agosto, con temperaturas medias mensuales que superan los 22 °C. La temperatura máxima absoluta promedio del aire es de 34-36 °C en la costa del Mar Negro, hasta 38 °C en las llanuras. 

## Historia

### Edad Antigua
El territorio del municipio de Zugdidi, por su situación económico-geográfica, parece haber estado habitado desde la antigüedad. Los sitios arqueológicos confirman que los humedales costeros se originaron en el pasado geológico reciente. Se puede ver que durante el florecimiento de la cultura de Colchis en el cuarto-tercer milenio del año viejo, los humedales eran significativamente menores. 
Durante el período helenístico, una importante ruta comercial atravesaba el territorio del moderno municipio de Zugdidi desde Esvanetia, a lo largo del río Enguri, en dirección al Mar Negro y desde allí, se transportaban mercancías comerciales al mundo helénico (evidencia directa del desarrollo de esta ruta comercial debe ser la antigua necrópolis del pueblo Riki, con las tumbas de los socialmente avanzados). Esto es confirmado por materiales numismáticos encontrados allí. 
Zugdidi fue una importante ciudad de la antigua Georgia. Su etimología ha sido abordada por muchos eruditos, la mayoría de ellos sugieren que Zugdidi // Zurgdidi // Zugdidi significa una gran colina en mingreliano. Este era el nombre de la colina, que más tarde se llamó Mantsjvarkarish Sukia (Colina de la Puerta del Salvador), después de lo cual la ciudad construida aquí tomó su nombre.

### Edad Media y Edad Moderna

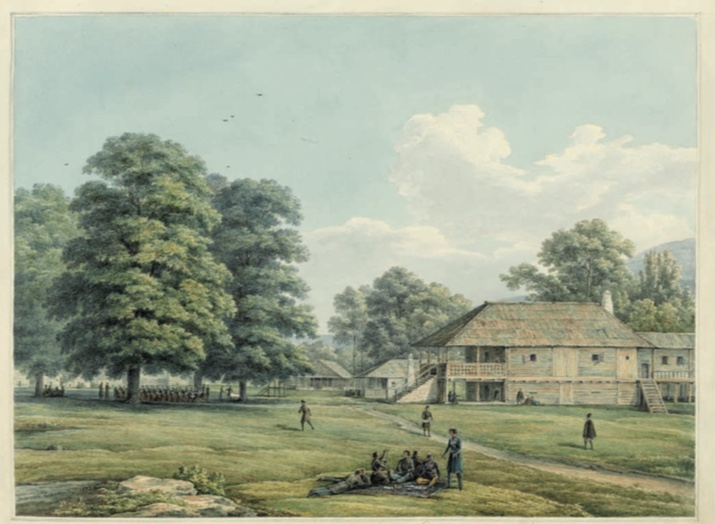
Casa del Príncipe Dadiani en Mingrelia, por Nikanor Chernetsov (1833)

En fuentes escritas, Zugdidi es mencionado por primera vez por el narrador Beri Egnatashvili en 1572 en relación con la batalla entre Guria, el líder de Guria, y Jorge III, principe de Mingrelia. 
En la primera mitad del siglo XVII, el príncipe de Mingrelia León II Dadiani (1634-1657) hizo de Zugdidi su ciudad capital. Durante su principado, Mingrelia fue el más fuerte entre los reinos del oeste de Georgia. Zugdidi, como capital de este principado, se convirtió en una ciudad muy importante. Para desarrollar el comercio en Zugdidi, en 1636 León II Dadiani deportó a los comerciantes armenios y judíos de Chjareli que habían sido llevados al rescate del rey Jorge II de Imericia. "Construimos la ciudad de Chjari, nos instalamos en Zugdidi y nos instalamos en Ruyi". Gray se consideraba parte de Zugdidi, por lo que la construcción del fuerte Grey debería haber comenzado en este momento, cuyo objetivo principal era proteger la ciudad. Después de su muerte en 1657, el rey Alejandro de Imericia devolvió a los comerciantes que se mudaron a Zugdidi a Chjari, lo que socavó significativamente la rentabilidad comercial de Zugdidi. 
En la segunda mitad del siglo XVII y el primer cuarto del siglo XVIII convirtieron el oeste de Georgia en un escenario de incesantes guerras civiles feudales y ataques del Imperio otomano. Zugdidi fue saqueada muchas veces. En los años 70 del siglo XVII, los ataques de los abjasios a Mingrelia, y especialmente a Zugdidi, se hicieron más frecuentes, arrasando con todo, saquearon templos y destruyeron por completo Chirnajuli. Asimismo, desde finales del siglo XVII hasta todo el siglo XVIII, Zugdidi y sus alrededores fueron víctimas de incursiones permanentes de los turcos, durante las cuales la "compra de cautivos" alcanzó proporciones sin precedentes.
A fines de 1779, un ejército conjunto de abjasios y turcos bajo el mando de Zurab Shervashidze invadió Mingrelia, que pidió ayuda al rey Salomón de Imericia. La guerra terminó con victoria de mingreliana e imericia, y esta fue la última expedición de los señores feudales abjasios contra su gobernante, el príncipe de Mingrelia.

### Edad Contemporánea
En 1930 fue creado el raión de Zugdidi. Desde la década de 1950 hasta 1995, la ciudad de Zugdidi (con el área circundante subordinada al soviet de la ciudad) se separó del raión como una unidad administrativa independiente subordinada directamente a la RSS de Georgia, aunque la capital todavía estaba allí. Después de que Georgia obtuviera la independencia, el raion se asignó a la recién creada región de Mingrelia-Alta Esvanetia en 1995 con la reincorporación de la ciudad de Zugdidi, y en 2006 se transformó en municipio. 
Entre 2014 y 2017, la ciudad de Zugdidi se separó del municipio y se convirtió en una ciudad denominada "autogobernada" (o kalaki), pero esta reforma administrativa y de gobernanza se consideró demasiado ineficiente y costosa.

## Política
La asamblea municipal de Zugdidi (en georgiano: ზუგდიდის საკრებულო) es un órgano representativo en el municipio de Zugdidi, que consta de 45 miembros que se eligen cada cuatro años. La última elección se llevó a cabo en octubre de 2021. Mamuka Tsotseria del Sueño Georgiano (SG) fue elegida alcaldesa después de una segunda vuelta muy disputada contra un candidato del Movimiento Nacional Unido (MNU).
Zugdidi fue uno de los siete municipios en los que el partido gobernante SG no consiguió la mayoría en el ayuntamiento en ese año. Después de varios intentos, los partidos de oposición UNM y Para Georgia acordaron un presidente del Sakrebulo, cuatro meses después de las elecciones. Sueño georgiano boicoteó la elección.
| Partido político | Partido político          | 2017 | 2021 |
| ---------------- | ------------------------- | ---- | ---- |
|                  | Movimiento Nacional Unido | 5    | 22   |
|                  | Sueño Georgiano           | 43   | 20   |
|                  | Para Georgia              |      | 3    |
|                  | Georgia Europea           | 2    |      |
| Total            | Total                     | 50   | 45   |

## División administrativa
El municipio consta de 1 kalaki o ciudad, Zugdidi, y 58 pueblos (sopeli).
Los temi o consejos de pueblos son: Abastumani, Ajali Abastumani, Ajalkajati, Ajalsopeli, Anaklia, Chjoria, Darcheli, Didi Nedzi, Ergueta, Ganaryis Mujuri, Grigolishi, Inguiri, Kajati, Koki, Kortsjeli, Kulishkari, Narazeni, Odishi, Oktomberi, Orsantia, Orulu, Rike, Ruji, Shamgona, Tsaishi, Tsatsjvi, Tchitatskari, Tchkaduashi, Urta, Yijashkari |Bashi, Didobera, Jurcha, Koljida, Onaria, Sintsa, Tkaia, Zeda Etseri.

## Demografía
A principios de 2021, la población se contabilizaba en 99,542 personas, una disminución del 6% en comparación con el censo de 2014. La ciudad de Zugdidi perdió el 3% de su población en este período, y perdió su posición de sexta ciudad más grande de Georgia hacia Poti. 
El histórico uyezd de Zugdidi (existió hasta 1930 y contenía los actuales municipios de Tsalenyija, Chjorotsku y la mayoría de Jobi) tenía una población de 114 869 en 1897.
| Población del municipio de Zugdidi                                     | Población del municipio de Zugdidi | Población del municipio de Zugdidi | Población del municipio de Zugdidi | Población del municipio de Zugdidi | Población del municipio de Zugdidi | Población del municipio de Zugdidi | Población del municipio de Zugdidi | Población del municipio de Zugdidi | Población del municipio de Zugdidi | Población del municipio de Zugdidi | Población del municipio de Zugdidi |
|                                                                        | 1897                               | 1922                               | 1926                               | 1939                               | 1959                               | 1970                               | 1979                               | 1989                               | 2002                               | 2014                               | 2021                               |
| ---------------------------------------------------------------------- | ---------------------------------- | ---------------------------------- | ---------------------------------- | ---------------------------------- | ---------------------------------- | ---------------------------------- | ---------------------------------- | ---------------------------------- | ---------------------------------- | ---------------------------------- | ---------------------------------- |
| Municipio de Zugdidi                                                   | -                                  | -                                  | -                                  | 74 246                             | 96 643                             | 112 241                            | 120 217                            | 125 444                            | 167 760                            | 105 509                            | 99 542                             |
| Ciudad de Zugdidi                                                      | 3 407                              | 4 525                              | 5 577                              | 15 062                             | 31 081                             | 39 896                             | 45 170                             | 50 022                             | 68 894                             | 42 998                             | 41 456                             |
| Datos: Estadística de población de Georgia desde 1897 hasta hoy. Nota: |                                    |                                    |                                    |                                    |                                    |                                    |                                    |                                    |                                    |                                    |                                    |

La población está compuesta por un 99,6% de georgianos, principalmente mingrelianos. Hay unos pocos cientos de rusos (0,2%) y un número menor de minorías étnicas como ucranianos, lom, armenios, asirios, abjasios, osetios y griegos. 
|                   | 1939      | 1939       | 1959      | 1959       | 2002      | 2002       | 2014      | 2014       |
| Grupo étnico      | Población | Porcentaje | Población | Porcentaje | Población | Porcentaje | Población | Porcentaje |
| ----------------- | --------- | ---------- | --------- | ---------- | --------- | ---------- | --------- | ---------- |
| Georgianos        | 65 583    | 88,3%      | 85 748    | 88,7%      | 166 039   | 98,97%     | 105 079   | 99,59%     |
| Rusos             | 7503      | 10,1%      | 7505      | 7,8%       | 1142      | 0,68%      | 238       | 0,23%      |
| Ucranianos        | 7503      | 10,1%      | 1149      | 1,2%       | 109       | 0,06%      | 67        | 0,06%      |
| Abjasios          | -         | -          |           |            | 172       | 0,10%      | 17        | 0,02%      |
| Armenios          | 194       | 0,3%       | 768       | 0,8%       | 90        | 0,05%      | 15        | 0,01%      |
| Azeríes           | 7         | 0,1%       | 165       | 0,2%       | 47        | 0,03%      | 7         | 0,01%      |
| Judíos            | 87        | 0,1%       | 79        | 0,1%       | -         | -          | -         | -          |
| Osetios           | 24        | 0,1%       | 80        | 0,1%       | 44        | 0,03%      | 7         | 0,01%      |
| Lom               | -         | -          | -         | -          | -         | -          | 20        | 0,02%      |
| Alemanes          | 111       | 0,1%       | -         | -          | -         | -          | -         | -          |
| Asirios           | 30        | 0,1%       | -         | -          | -         | -          | 11        | 0,01%      |
| Griegos           | 104       | 0,1%       | 146       | 0,2%       | 13        | 0,01%      | 10        | 0,01%      |
| Lezguinos         | 6         | 0,1%       | -         | -          | -         | -          | -         | -          |
| Chechenos y kists | 2         | 0,1%       | -         | -          | -         | -          | -         | -          |
| Kurdos            | 2         | 0,1%       | 1         | 0,1%       | -         | -          | -         | -          |
| Total             | 74 246    | 100%       | 96 643    | 100%       | 167 760   | 100%       | 105 509   | 100%       |

La gran mayoría de la población es cristiana ortodoxa georgiana (98%), mientras que las únicas otras minorías religiosas detectadas a través del censo son aproximadamente 350 testigos de Jehová, que viven predominantemente en la ciudad de Zugdidi, y unas pocas docenas de musulmanes.

## Lugares históricos

### Arquitectura, monumentos y lugares de interés
En Zugdidi hay lugares de interés como el complejo del palacio Dadiani, con el propio palacio Dadiani o el jardín botánico de Zugdidi.
El municipio tiene numerosos castillos, como la fortaleza de Chakvinji, la fortaleza de Ruyi o la fortaleza de Anaklia. En cuanto a monumentos religiosos, destacan la catedral de Tsaishi, la catedral de Zugdidi o la iglesia de San Jorge en Tkaia.

### Transporte
La carretera principal internacional S1 desde Tiflis hasta la frontera rusa o abjasia atraviesa la parte central del municipio con la capital Zugdidi (en este tramo, al mismo tiempo, es parte la ruta europea E97). En Zugdidi, las carreteras nacionales Sh6 y Sh7 se bifurcan en dirección noreste; el primero conduce a la sede administrativa del municipio vecino de Tsalenyija y más adelante en un arco a través de Chjorotsku de regreso a la S1 en Senaki, el segundo sigue al Inguri por Jvari y luego a través de Alta Esvanetia con Mestia. La Sh8 va desde Zugdidi al suroeste hasta la costa del mar Negro en Anaklia. La carretera Sh84 es la conexión directa desde Zugdidi al municipio de Chjorotsku, mientras que el Sh88 conduce a la parte nororiental del municipio de Joni, donde se conecta con el Sh87.
Desde la década de 1990, Zugdidi ha sido el término de una línea ferroviaria que se bifurca de la línea principal georgiana y transcaucásica Poti-Tiflis-Bakú en Senaki. Consiste en la parte sur restante de la línea ferroviaria Senaki-Ádler, que se inauguró en 1930 y se interrumpió entre la estación de Ingiri, un poco al oeste de Zugdidi, y Ochamchire en Abjasia como resultado del conflicto de Abjasia. Su extensión a Jvari, que se encargó en relación con el inicio de la construcción de la presa de Inguri en la década de 1960, se cerró y desmanteló en la década de 1990.

## Galería

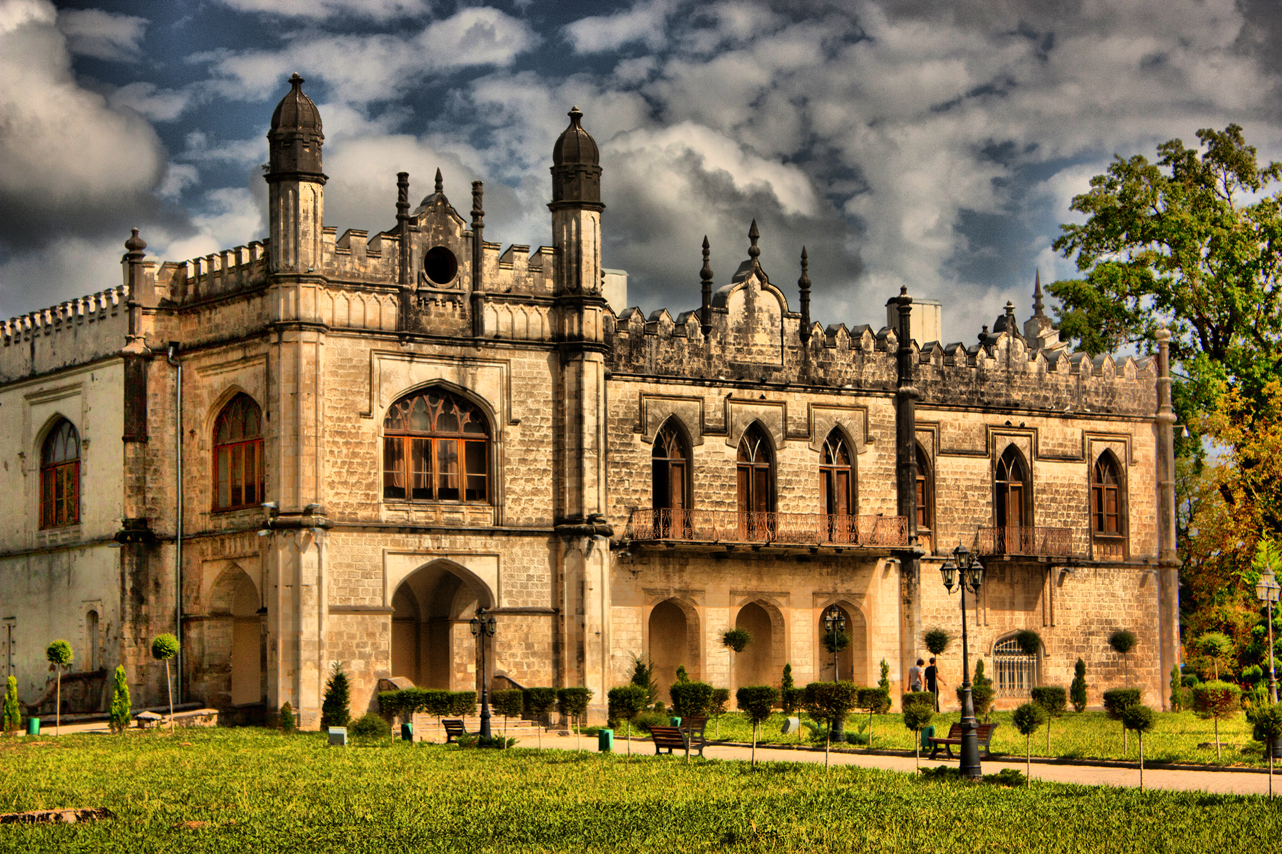
Palacio Dadiani
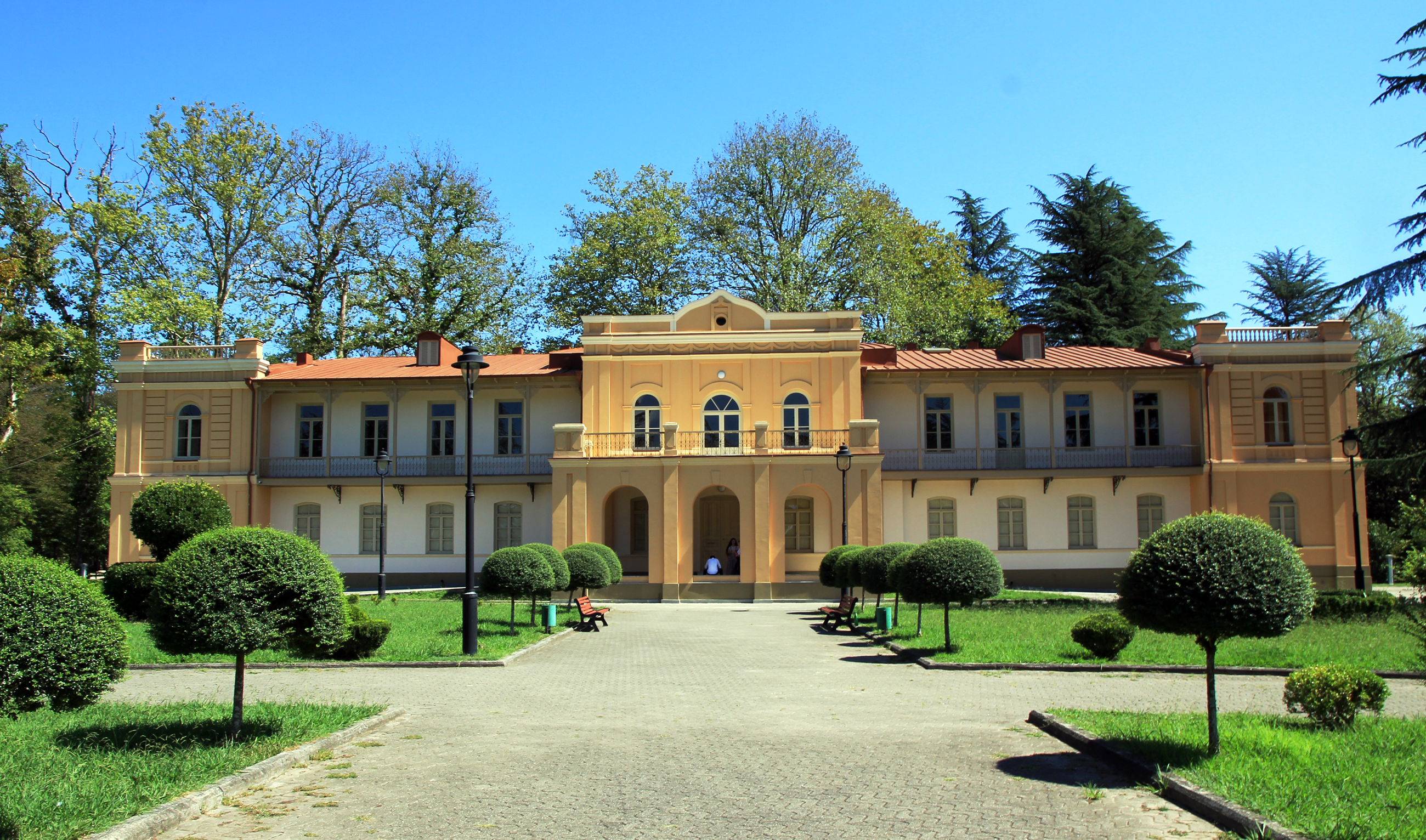
Palacio de verano de los Dadiani
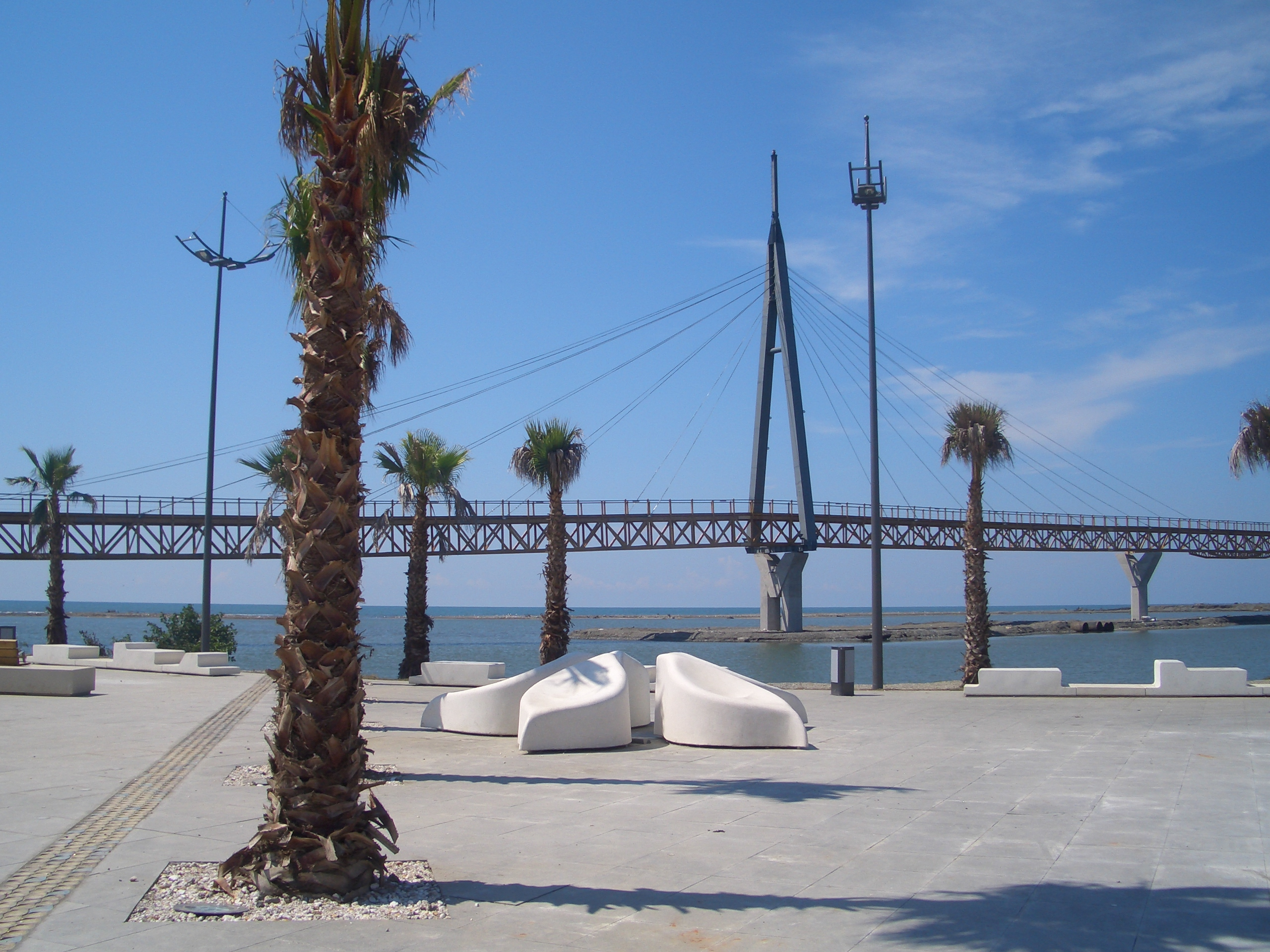
Anaklia
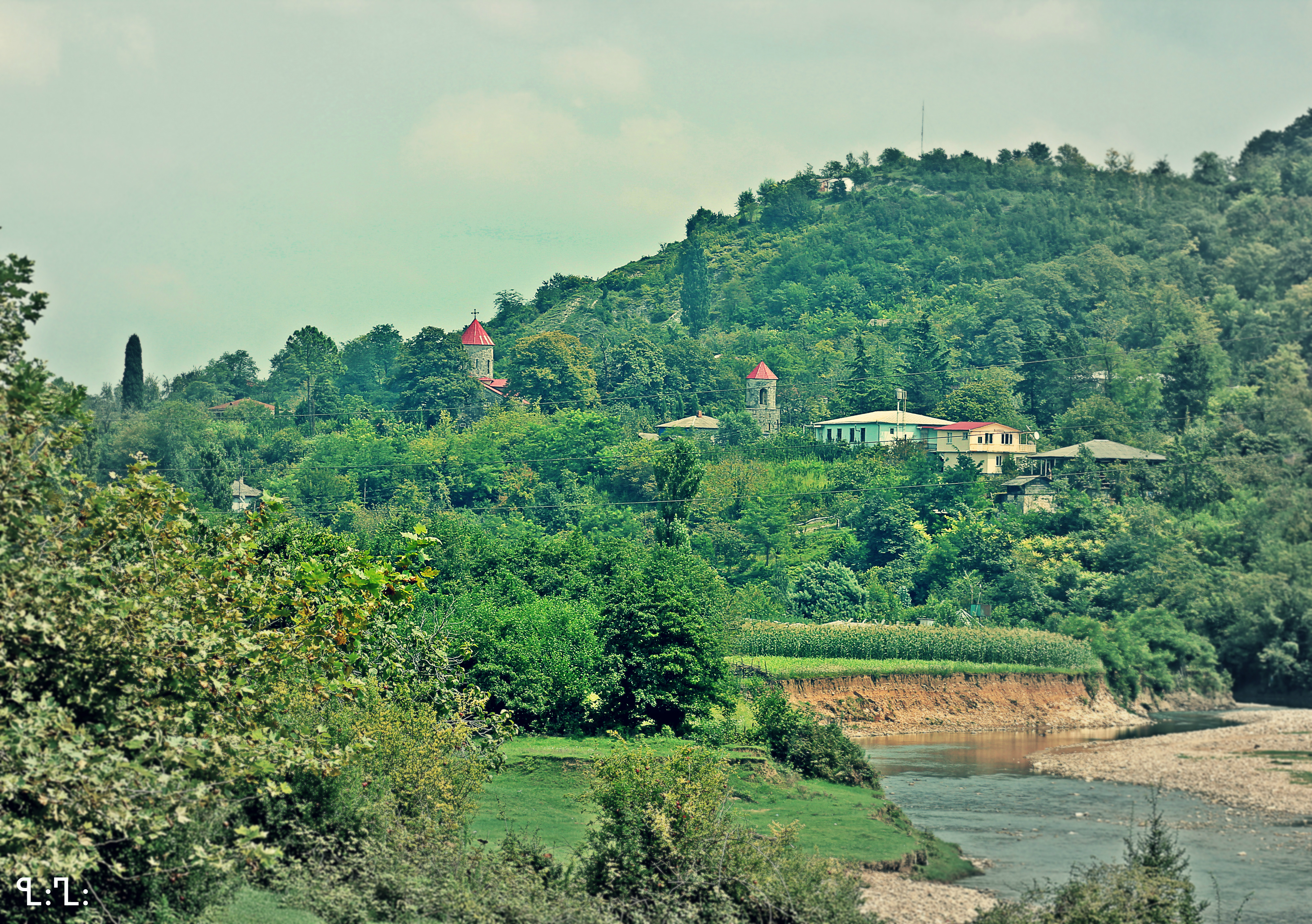
Catedral de Tsaishi
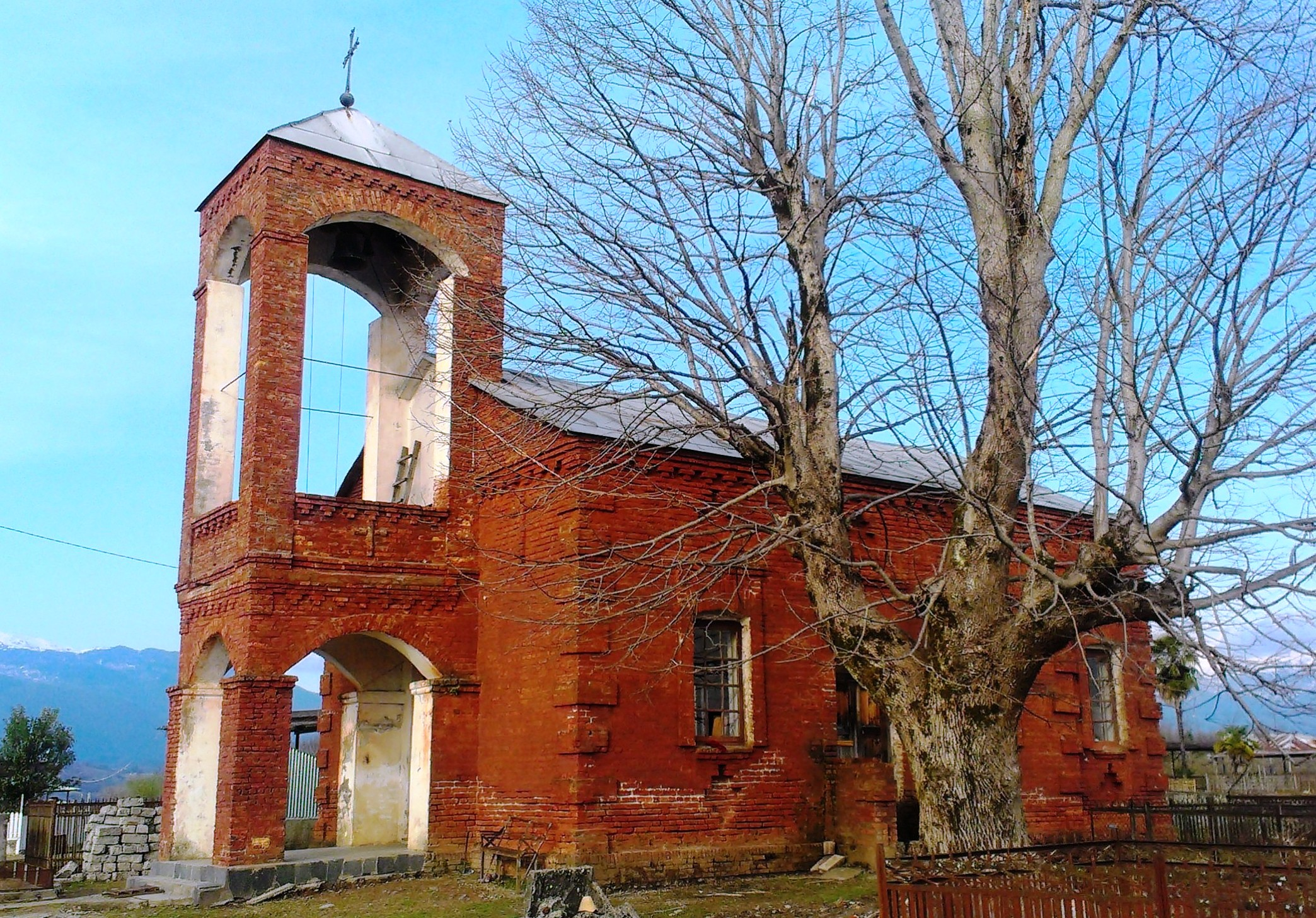
Iglesia de Tkaia
Iglesia de la Virgen de Kortsjeli